# Billboard Japan Hot Buzz Song
Billboard Japan Hot Buzz Song（ビルボード・ジャパン・ホット・バズ・ソング）は、Billboard Japanによって発表されている日本の音楽チャート。Billboard Japan Hot 100を構成するデータのうちダウンロード、Twitter、週間動画再生数のみを集計し、作成されたチャートである。これによりインターネット上で話題になっている楽曲がチャートに反映されている。

## 構成チャート
Japan Hot 100を構成する7つ（2017年9月時点）の要素のうち、以下の3つを抽出してチャートが作成される。
- デジタル・ダウンロード - GfKジャパンおよびニールセンが提供する、日本国内のiTunes、amazon、mora、mu-mo、レコチョクといった主要音楽ダウンロードサイトにおけるデジタル・ダウンロード販売数
- 動画再生回数 - ニールセンが提供するYouTube再生回数及びGYAO!が提供する「GYAO」の音楽コンテンツの再生回数
- Twitter - NTTデータが提供する楽曲とアーティスト名のツイート回数

## 歴史
2016年6月27日付けから公表が開始された。最初に首位を獲得したのは、藤原さくらの「Soup」だった。

## 首位獲得作品
- 2016年
- 2017年
- 2018年